# Vähä-Vuotunki
Vähä-Vuotunki eller Vähä Vuotunkijärvi är en sjö i Finland. Den ligger i kommunen Uleåborg i landskapet Norra Österbotten, i den centrala delen av landet, 500 km norr om huvudstaden Helsingfors. Vähä-Vuotunki ligger 94 meter över havet. I omgivningarna runt Vähä-Vuotunki växer i huvudsak blandskog. Arean är 1,1 kvadratkilometer och strandlinjen är 6,24 kilometer lång. Sjön  ingår i Kiminge älvs huvudavrinningsområde. 

## Öar
- Tiironsaari (en ö)
- Kettusaari (en ö)